# باغچه‌کرد
باغچه‌کُرد (به ترکی آذربایجانی: Bağçakürd) یک منطقهٔ مسکونی در جمهوری آذربایجان است که در جمهوری آذربایجان واقع شده‌است. باغچه‌کرد ۱٬۵۹۷ نفر جمعیت دارد.